# Distrito Escolar Independiente de Brazosport
El Distrito Escolar Independiente de Brazosport  (Brazosport Independent School District) es un distrito escolar de Texas. El distrito, con una superficie de 200 millas cuadradas, tiene su sede en Clute. Sirve Clute, Freeport, Lake Jackson, Jones Creek, Oyster Creek, Quintana, Richwood, y Surfside Beach.

## Historia
El distrito abrió en 1944.
Antes de 2013, para proporcionar servicios de policía dentro de sus escuelas, el distrito tenía contratos con los departamentos de policía de Clute, Freeport y Lake Jackson. En 2013 el distrito estableció su departamento de policía, poniendo fin a los contratos. El costo anual del departamento de policía del distrito escolar está $32.000.

## Escuelas

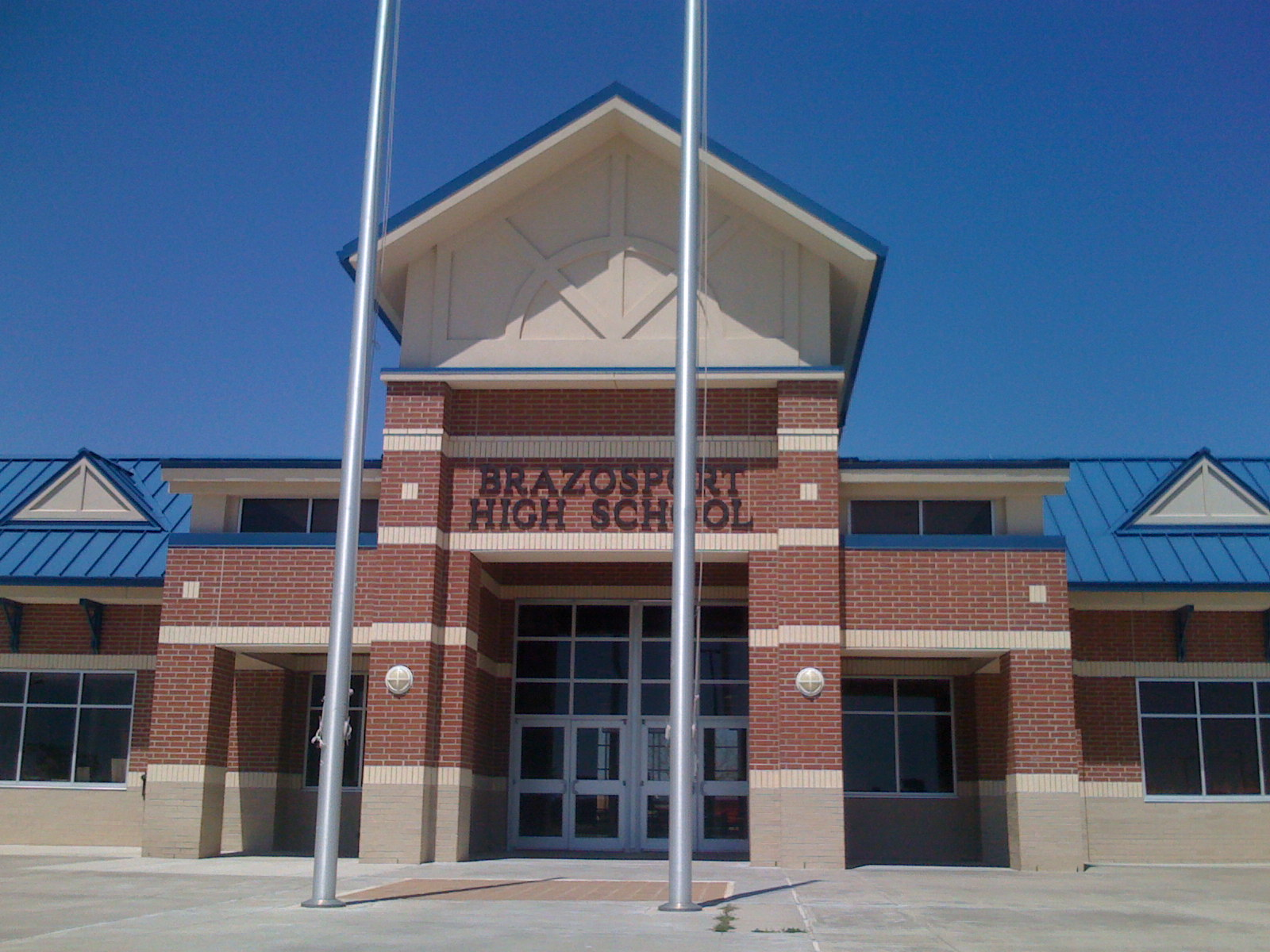
Brazosport High School

Preparatorias:
- Brazosport High School (Freeport)
- Brazoswood High School (Clute)